# Parlaghy György
Parlagi Parlaghy György (fl. 1452–1485) királyi ajtónállómester, Borsod vármegye főispánja, diósgyőri várkapitány, földbirtokos.

## Élete
Az ősrégi középkori kihalt Szabolcs vármegyei nemesi parlagi Parlaghy család sarja. Apja Parlaghy Ferenc (fl. 1397–1438), földbirtokos. Az apai nagyszülei Parlaghy István (fl. 1386–1390), földbirtokos, és Zennyesy Skolasztika voltak. Parlagi György fivére Parlaghy Pál (fl. 1511–1438), Hunyadi János familiárisa, 1449-tól szatmári főispán, 1455-ben Közép-Szolnok megyei főispán, 1456 és 1458 között tokaji várnagy, aki tovább vitte a családot.
Parlagi György szintén Hunyadi János familiárisa volt, majd Mátyás magyar király híve; 1456-ban tokaji várnagy. 1461-ben kapja Boldogkő várát Mátyás királytól. Parlagi György és nagykállói Kállay Pállal, valamint rokonával Kállay Jánossal, I. Mátyás király alatt Jajcza ostrománál, és másutt is vitézül és saját költségén harcolván, 1464-dik évben mind hárman ebbeli költségeik pótlásául a kincstárnak azon évi szatmármegyei jövedelmét, (t. i. minden öt portától egy arany forintot) kapták. 1464-ben Treutel Miklós magvaszakadtán ennek javait is Kállay Pál nyerte Parlagi Györggyel adományban. 1468-ban borsodi főispán, 1469-ben diósgyőri várnagy, 1471 és 1484 között ajtónállómester, 1475-ben királyi udvarmester.
Parlagi György 1484 utolsó napjaiban vagy 1485 első napjaiban hunyhatott el; haláláról beszámol Nagylucsei Orbán püspök, kincstartó 1485. január 3-án kelt levelén.

## Házassága és leszármazottjai
Feleségül vette vizaknai Vizaknai Borbála (fl. 1475–1496) kisasszonyt, akinek az apja ifjabb Vizaknai Miklós (fl. 1450–1468), földbirtokos volt. Parlaghy György és Vizaknai Borbála frigyéből csak három leánygyermek született:
- Parlaghy Ilona (fl. 1486). Férje: nagykállói Kállay János (fl. 1459-1486), bihari főispán, földbirtokos.
- Parlaghy Lúcia (fl. 1495–1521). Férje: pákosi Paksy Lajos (fl. 1479-1489), diósgyőri várnagy, földbirtokos. Unokájuk: Paksy Jób (fl. 1549-1588), a Tokaj királyi várának kapitánya, földbirtokos, aki az egri várat az ostroma alatt védte.
- Parlaghy Krisztina (fl. 1486–1515). Férje: enyingi Török Imre (fl. 1464–1521) Valkó vármegye főispánja, nándorfehérvári bán, gyulai várnagy, földbirtokos.